# Anastásios Theodorákis
Anastásios Theodorákis (grec moderne : Αναστάσιος Θεοδωράκης) né en 1902 est un nageur et joueur de water-polo grec.

## Biographie
Lors des championnats panhelléniques de 1923, il termine deux fois deuxième : du 200 mètres brasse en 4 min 7 s 4 et du relais quatre nages avec son club du ΝΟ Néo Fáliro. 
Il est engagé en natation aux Jeux olympiques d'été de 1924 pour le relais 4 × 200 mètres nage libre mais l'équipe grecque déclare forfait. Il fait partie de l'équipe grecque pour le tournoi de water-polo de ces mêmes Jeux, mais celle-ci est éliminée 6-1 dès le premier tour par l'équipe tchécoslovaque.